# 재클린 뒤 프레

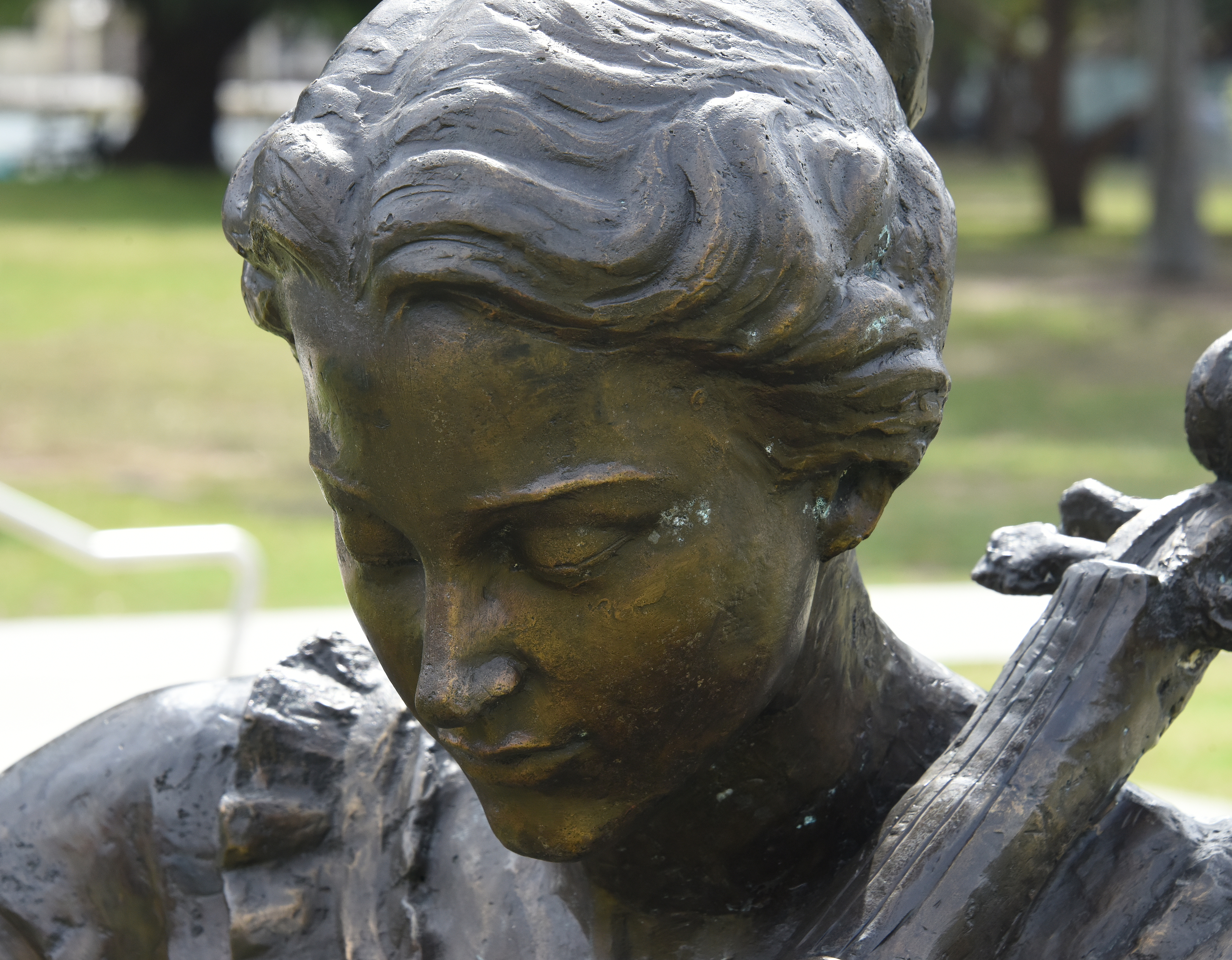

재클린 메리 뒤 프레(Jacqueline Mary du Pré, OBE, 1945년 1월 26일 ~ 1987년 10월 19일)는 잉글랜드의 첼로 연주자이다.
5세 때 첼로를 배우기 시작해서 15살에 프로로 데뷔하여 20대 초반에 국제적 명성을 얻었으나, 25세 때 다발성 경화증에 걸려 28세에 공식적으로 은퇴했다. 엘가 첼로 협주곡과 드보르작 첼로 협주곡 연주가 그녀의 대표적인 명연주로 꼽힌다.
그녀의 언니는 플루티스트인 힐러리 뒤 프레이다.

## 서훈
- 1976년 대영 제국 훈장 4등급(OBE) 수훈[1]